# Histoire de British Airways

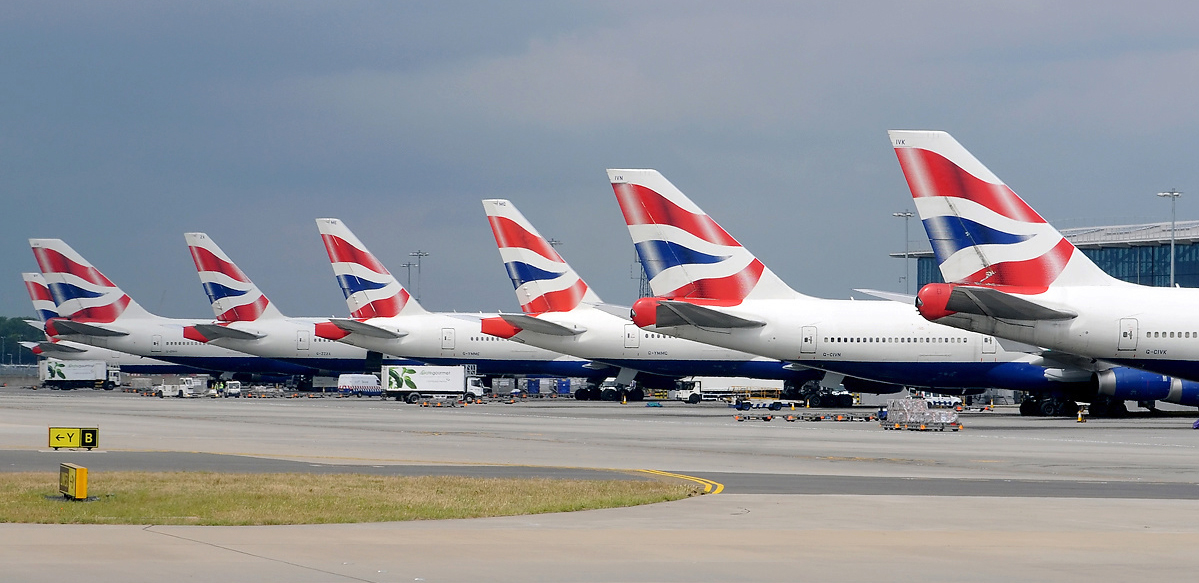
L'aéroport de Londres-Heathrow est le principal hub de British Airways depuis sa création ; la plupart de l'activité est basée dans le complexe du terminal 5.

British Airways est la compagnie aérienne porte-drapeau du Royaume-Uni. C'est la plus grande compagnie aérienne du Royaume-Uni en termes de taille de la flotte, de vols internationaux et de destinations internationales. British Airways est considérée comme la plus grande compagnie du pays par nombre de passagers, depuis sa création en 1974 jusqu'en 2008, lorsqu'elle est dépassée par sa rivale à bas-coûts EasyJet. Depuis sa création, British Airways est centrée sur principal hub à l'aéroport de Londres-Heathrow, avec un hub secondaire à l'aéroport de Londres-Gatwick.

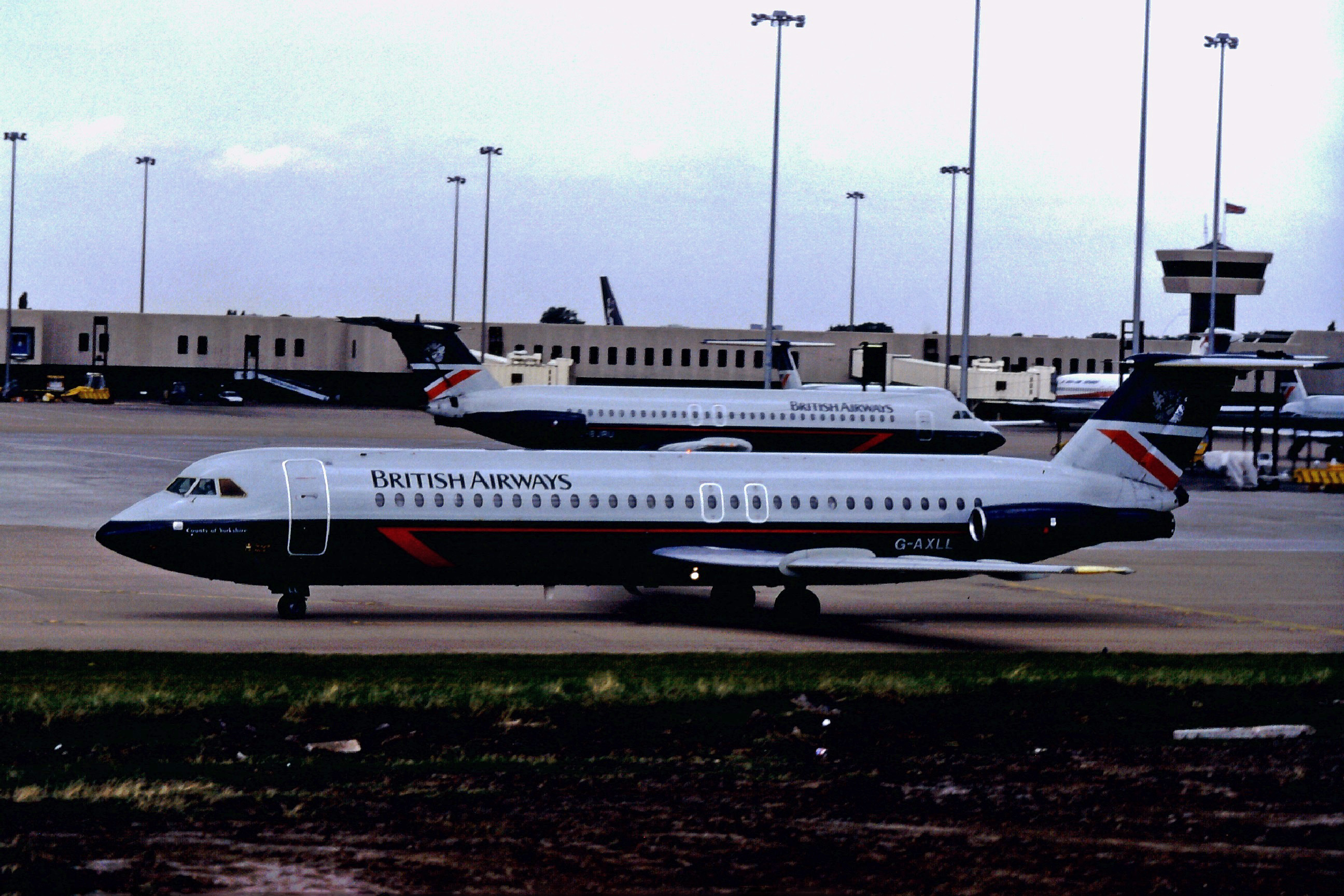
British Airways BAC 1-11 à l'aéroport de Birmingham (1989).

## Histoire
La création du British Airways Group est annoncée le 1er septembre 1973, qui entrainera la fusion de l'entreprise publique British Overseas Airways Corporation (BOAC) et de British European Airways (BEA), et la compagnie British Airways voit le jour le 31 mars 1974. La société fut ensuite privatisée en février 1987 par le gouvernement conservateur de Margaret Thatcher.
La crise que traverse le secteur aérien a donc fragilisé au plus haut point la compagnie British Airways, contrainte à des mesures exceptionnelles : suppression des repas sur les vols de moins de deux heures, incitation aux congés forcés et au travail gratuit pour ses salariés. En effet, cette compagnie est d'autant plus en difficulté qu'elle a toujours misé sur le surclassement de ses sièges, en très forte baisse du fait de la conjoncture économique. La compagnie a néanmoins célébré son 35e anniversaire le 31 mars 2009.
Le 12 novembre 2009, la compagnie annonce qu'elle fusionnera avec Iberia en 2010.
Le 8 avril 2010, la fusion attendue entre la compagnie et Iberia est officialisée, les actionnaires l’approuvant en décembre. Le nouveau groupe sera connu sous le nom de International Airlines Group.
Le 9 novembre 2010, la Commission européenne condamne British Airways, ainsi que dix autres compagnies aériennes, pour entente illicite violant les règles des traités européens. Ces entreprises s'étaient secrètement entendues pour exiger des surtaxes sur le transport de fret à partir de ou vers l'Union européenne. British Airways est condamnée à verser une amende de 104 millions d'euros au budget européen.

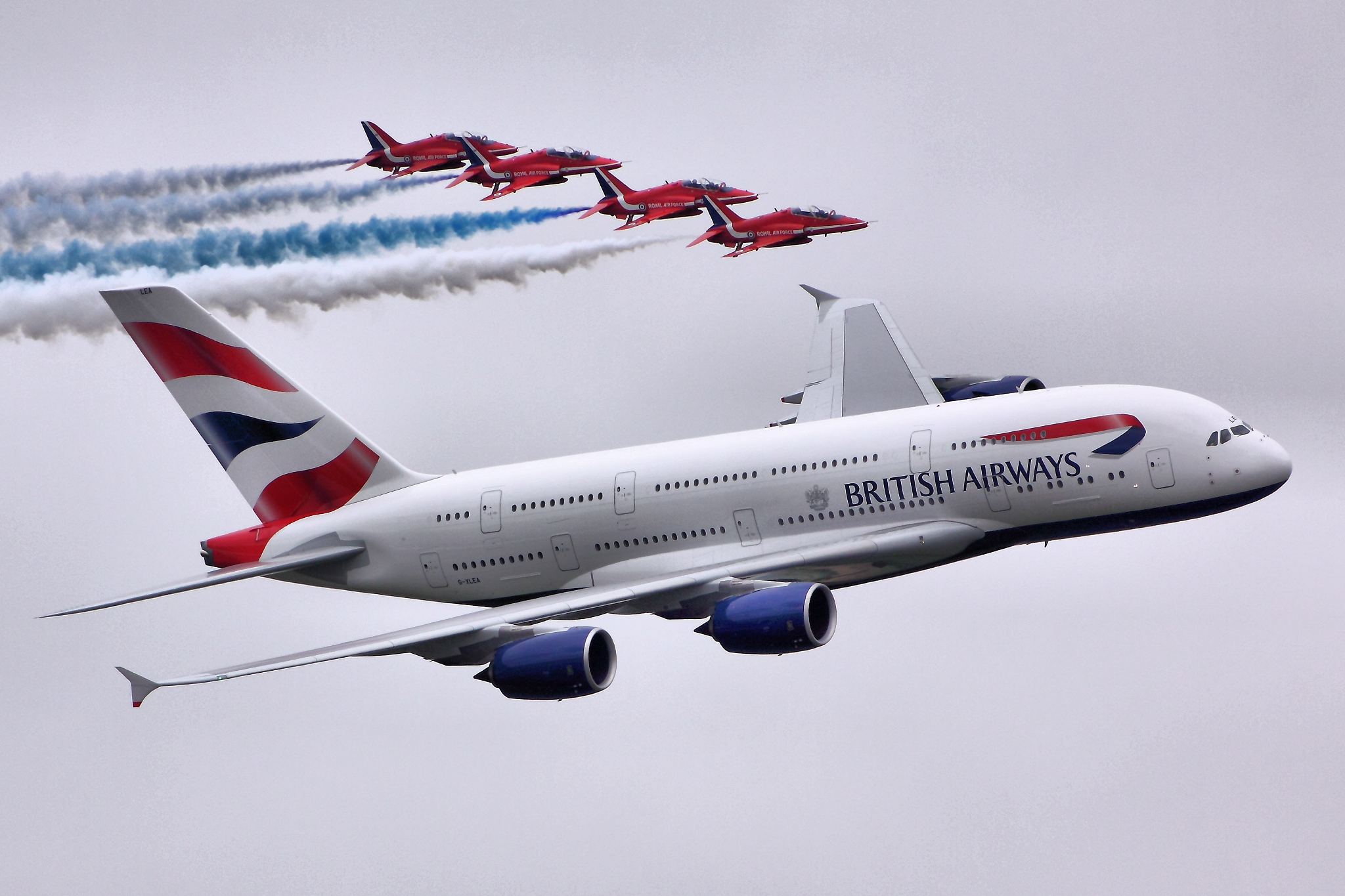
Airbus A380 de British Airways en formation avec les Red Arrows.

En avril 2012, IAG rachète Bmi (British Midland International) au groupe Lufthansa et met fin aux activités de sa filiale à bas prix Bmibaby, la filiale BMI Regional étant revendue à Sector Aviation Holdings (SAH).
Le 27 mai 2017, une panne électrique due à une erreur humaine a rendu indisponibles les systèmes informatiques de la compagnie, dont les systèmes de réservation et de gestion des bagages, ainsi que les systèmes opérationnels pendant trois jours, affectant 75 000 passagers sur 170 aéroports dans 70 pays, pour un coût évalué à 115 millions d'euros.
En juin 2019, International Airlines Group, compagnie mère de British Airways, a annoncé avoir signé un protocole d'intention d'achat de 200 Boeing 737 Max. Une partie de cette flotte serait utilisée par British Airways à sa base de Londres-Gatwick.
Le 29 juillet 2019, British Airways a reçu le premier Airbus A350-1000 de ses 18 en commande à sa base de Londres-Heathrow. C'est le premier appareil de sa flotte à avoir une nouvelle classe affaires dénommée Club Suite disposant de portes individuelles et d'un accès couloir pour chaque siège. La compagnie a initialement opéré l'A350 sur sa ligne Londres-Madrid pour familiarisation de ses équipages, puis a positionné l'appareil sur les lignes Londres-Dubai à partir de septembre, Londres-Toronto à partir de novembre, Londres-Tel-Aviv à partir de décembre et Londres-Bangalore à partir de janvier 2020.
Le 25 août 2019, British Airways a célébré ses 100 ans et a annoncé plusieurs initiatives qui s'étaleront sur une année pour célébrer son centenaire. Elle a peint un Boeing 747-400 aux couleurs de British Overseas Airways Corporation, Airbus A319 aux couleurs de British European Airways et deux Boeing 747-400 aux livrées anciennes de Negus et Landor.
Depuis janvier 2020, British Airways compense ses émissions de CO2 sur tous ses vols à l'intérieur du Royaume-Uni. Elle offre la possibilité à ses passagers de payer une compensation environnementale sur tous ses autres vols.
Le 9 février 2020, un Boeing 747-400 de British Airways a relié les aéroports de New York et de Londres-Heathrow en 4 heures et 56 minutes, réalisant un nouveau record de vitesse pour un avion subsonique entre les deux villes. Le vol a bénéficié de vents favorables jusqu'à 350 km/h au cours de la tempête Ciara. Le précédent record était de 5 heures et 13 minutes, détenu par un Boeing 787 de la compagnie Norwegian entre New York et Londres-Gatwick.
En juillet 2020, British Airways décide de devancer la retraite de ses 747-400. Cloués au sol depuis mars 2020 en raison de la pandémie de Covid-19 et de la crise qui s’est ensuivi dans le secteur aérien, ils sont jugés trop polluants et pas assez rentables.
En octobre 2020, Sean Doyle est nommé nouveau CEO de la compagnie aérienne.

## Mouvements sociaux
Le 20 mars 2010, le personnel navigant commercial entame une grève de 72 heures perturbant le trafic aérien, ainsi que l'annulation de plusieurs vols.
Le 22 juillet 2019, BALPA, le syndicat majoritaire des pilotes de ligne au Royaume-Uni annonce que 93 % de ses membres ont voté favorablement pour une action de grève à la suite d'un désaccord salarial en rapport avec les résultats de British Airways sur l'année 2018. Le 23 août 2019, le syndicat annonce un préavis de grève portant sur les dates du 9, 10 et 27 septembre 2019. Après plusieurs échecs de négociation, les pilotes de ligne entrent en grève pour la première fois de l'histoire de la compagnie les 9 et 10 septembre 2019. British Airways a annulé 2 325 vols sur la période soit la quasi-totalité de son programme. Le 18 septembre 2019, les pilotes de la compagnie annoncent l'annulation de leur grève du 27 septembre afin de reprendre les négociations. Le 22 novembre 2019, British Airways est parvenu a un accord avec les pilotes et leurs syndicats sur une augmentation de salaire sur trois ans. IAG estime l'impact financier de cette grève, principalement expliqué par les coûts d'annulation des vols et le réacheminement des passagers, à 137 millions d'euros.

## Identité visuelle (logo et livrée)

Logo de British Airways de 1973 à 1982.
Logo de British Airways de 1982 à 1997.
Logo de British Airways depuis 1997.

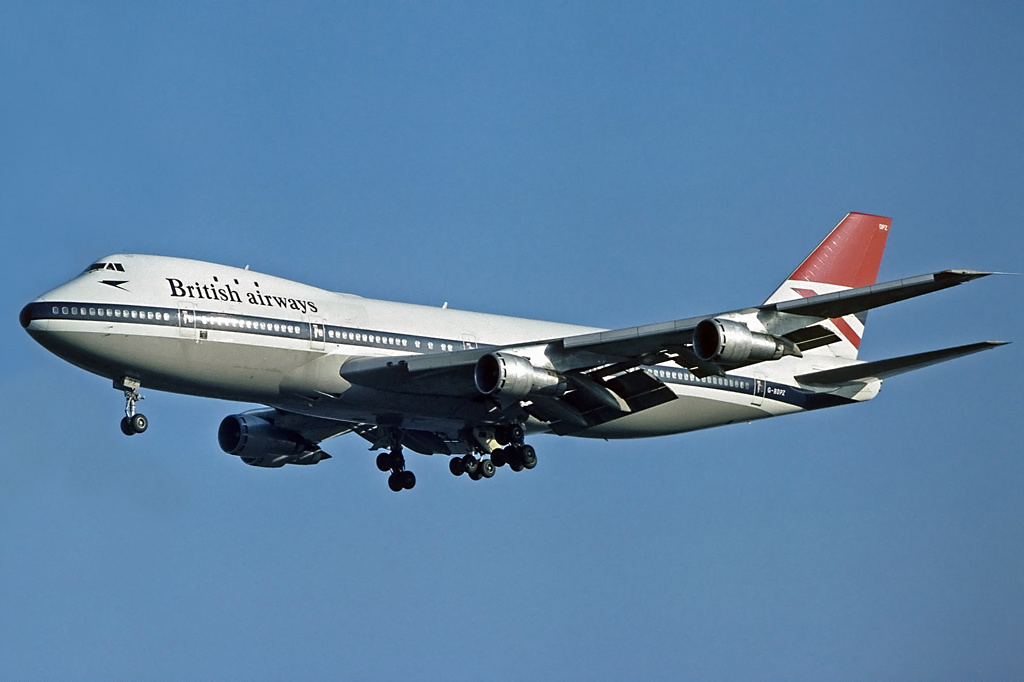
Livrée Negus d'un Boeing 747 de British Airways en 1976.
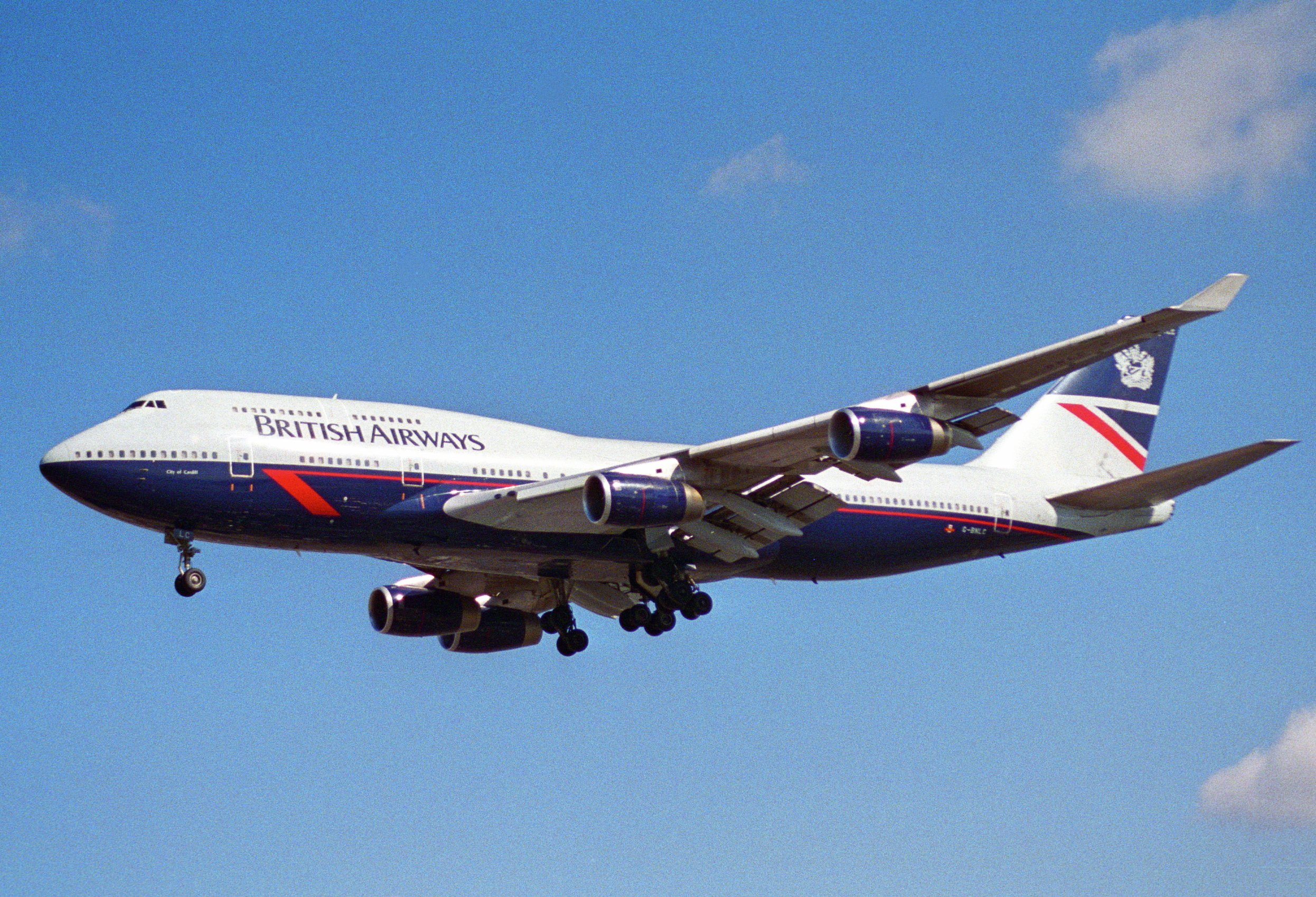
Livrée Landor d'un Boeing 747 de British Airways en 1997.
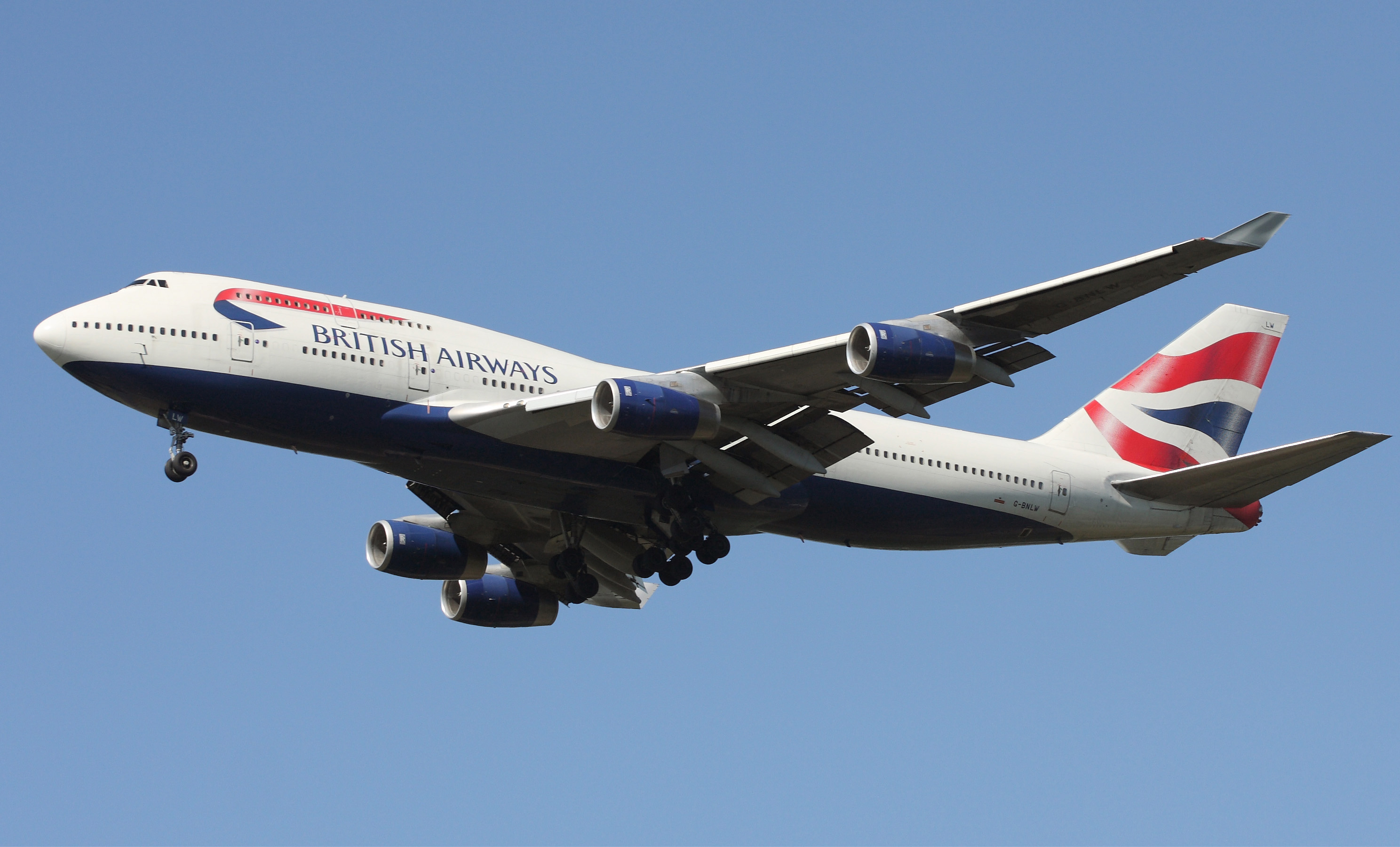
Livrée actuelle Chatham Dockyard d'un Boeing 747 de British Airways en 2010.